# Jurij Patrikejev
Jurij Patrikejev, född den 28 september 1979, är en armenisk brottare som tog OS-brons i supertungviktsbrottning i den grekisk-romerska klassen 2008 i Peking.